# Геккончик Токобаева
Геккончик Токобаева, или тянь-шаньский геккончик, или тяньшанский геккончик (лат. Altiphylax tokobajevi), — вид ящериц из семейства гекконов. Эндемик центрального Тянь-Шаня, где является фоновым (наиболее обычным) видом глинистых адыров с редкой или отсутствующей растительностью и лёссовых склонов. Питается мелкими беспозвоночными, преимущественно насекомыми. Активен ночью. Самки откладывают по 2 яйца.

## Таксономия
Описан в 1984 г. советскими герпетологами В. К. Ерёмченко и Н. Н. Щербаком по сборам из Тянь-Шаня. Найденные гекконы по большинству признаков были схожи с представителями рода Alsophylax, но отличались от них искривлением пальцев и особенностями щиткования. Потому вид был выделен в отдельный подрод Altiphylax. Видовое название было дано в честь киргизского гельминтолога, исследователя фауны Кыргызстана, М. М. Токобаева. В дальнейшем статус подрода Altiphylax был пересмотрен, и в настоящее время он рассматривается как самостоятельный род, для которого тянь-шаньский геккончик считается типовым видом.

## Внешний вид
Мелкие ящерицы длиной тела до 5 см и длиной хвоста до 4 см. Самки крупнее самцов. Общий габитус сходен с североазиатскими геккончиками, но в отличие от них у геккончика Токобаева пальцы тонкие, слабо искривлённые. Анальные поры есть только у самцов. Их количество не превышает 6—7. Спина и хвост сверху покрыты мелкими округлыми гладкими бугорками, расположенные неупорядоченно. В носовой области с ноздрёй контактируют крупный межносовой щиток и две мелкие добавочные носовые чешуйки. Хвостовые сегменты слабо различимы (до 9—10 сегмента). Хвостовые бугорки опускаются на боковые поверхности хвоста до шестого-восьмого сегмента. Хвост снизу покрыт рядом увеличенных чешуй.
Основной фон верха тела сероватый с фиолетовым оттенком, но может темнеть до бурого. Хвост серовато-охристый. От межчелюстного щитка до верхней части глаз проходит пара охристо-бурых полос. Схожие полосы идут от ноздри через глаз к затылку, где могут смыкаться. Верх головы покрыт неясным буроватым рисунком. По всей длине туловища проходят 6—7 поперечных угловатых полос буроватого цвета, окантованных чёрным сзади. Похожие полосы проходят и по хвосту, но чёрная окантовка там сменяется на чёрные треугольные пятна. Верхняя сторона конечностей также с бурым поперечным рисунком, но не таким ярким и без чёрной окантовки. Низ тела беловатый. У молодых особей хвост окрашен в оранжево-жёлтый цвет.

### Отличия от сходных видов
От других видов геккончиков отличается слабо искривленными пальцами и развитием анальных пор только у самцов. Хвостовые бугорки у геккончика Токобаева, в отличие от пискливого и панцирного, спускаются на боковые поверхности хвоста.

## Распространение
Встречается только в центральном Тянь-Шане в Кыргызстане в бассейнах рек Нарын и Алабуга на высоте от 1800 до 2500 м над уровнем моря.

## Образ жизни

### Местообитания
Стенобионтный вид, приуроченный в своем обитании к глинистым денудированным адырам, почти лишенным растительности или покрытым редкими кустами солянки. В этих биотопах он является фоновым видом и встречается под плитами рыхлого сланца и в промоинах на склонах южной, западной и восточной экспозиции крутизной до 45° на высотах над уровнем моря. Ящерицы обитают также на лёссовых обрывах сезонных потоков и ручьёв, в оврагах, поросших ивой, шиповником и боярышником. Могут селиться и в постройках, особенно в руинах средневековых крепостей.

### Поведение
Является наиболее высокогорным и холодостойким видом гекконов на территории бывшего СССР. Может передвигаться по вертикальным поверхностям. Во время охоты может даже совершать прыжки на расстояние, превышающее длину туловища.
Убежищами служат пространства под обломками скальных пород, щели в лёссовых обрывах, промоины на глинистых склонах и щели в развалинах древних руин, иногда норы грызунов. Эти же места используются для откладки яиц. Из-за ограниченности подходящих мест характерны коллективные кладки, причём некоторые места могут использоваться в течение многих лет.
Индивидуальная территория ограничивается ближайшими окрестностями укрытий. Геккончики относятся друг к другу терпимо, хотя иногда могут устраивать драки, в ходе которых теряют хвосты. Совершают миграции к зимовальным убежищам и местам откладки яиц.

### Питание
Питается в основном насекомыми, среди которых по встречаемости преобладают долгоносики, цикады, полужесткокрылые и гусеницы. Поедает также жуков других семейств, пауков, мух и муравьёв, реже в желудках встречаются губоногие, клещи-краснотелки, равноногие и трипсы.

### Активность
Активность ночная, геккончики появляются на поверхности в сумерки и в начале ночи, а после полуночи уходят обратно в убежища из-за снижения температуры. Питаются и спариваются, предположительно, днём при температурах до 30 °C. Сезонная активность не изучена, но по косвенным данным геккончики активны с начала мая до середины сентября.

### Размножение
Достигают половозрелости при длине тела 37—38 мм, предположительно на третий год жизни. Спаривание происходит после выхода из зимовки, так как в начале июня большинство взрослых самок проявляют признаки беременности. В ходе него самцы удерживают самок челюстями за бока брюха выше бёдер. В кладке 1—2 яйца размером 10,5—12,5×6,8—9 мм, причём взрослые самки как правило откладывают по 2 яйца, а молодые — по одному. Отладка происходит ночью. Инкубация, по данным наблюдений в лаборатории, продолжается 94 дня. Длина тела новорождённых геккончиков 21,4 мм, длина хвоста — 19,2 мм. Максимальных размеров геккончики достигают на четвёртый-пятый год после рождения.

### Враги
Тянь-шаньские геккончики избегают мест обитания серого геккона, что может указывать на конкурентные отношения между этими видами. Большинство особей этого вида в природе встречаются с регенерировавшими хвостами. В местах обитания геккончика его естественными врагами могут быть узорчатый полоз и обыкновенная пустельга.

## Численность и природоохранный статус
Несмотря на свою эндемичность, геккончик Токобаева имеет стабильную численность, часто являясь фоновым или единственным видом гекконов в своих биотопах. В связи с этим Международный союз охраны природы отнёс его к категории «видов, вызывающих наименьшие опасения».
Был включён в Красную книгу Киргизской ССР (1985) как редкий узкоареальный эндемичный вид, но был исключён из списка охраняемых видов и в Красной книге Киргизской республики (2009) отсутствует.